# Gablenzbach (Würschnitz)
Der Gablenzbach, auch Stollberger Wasser, ist ein rechter Nebenfluss der Würschnitz im sächsischen Erzgebirge.

## Verlauf

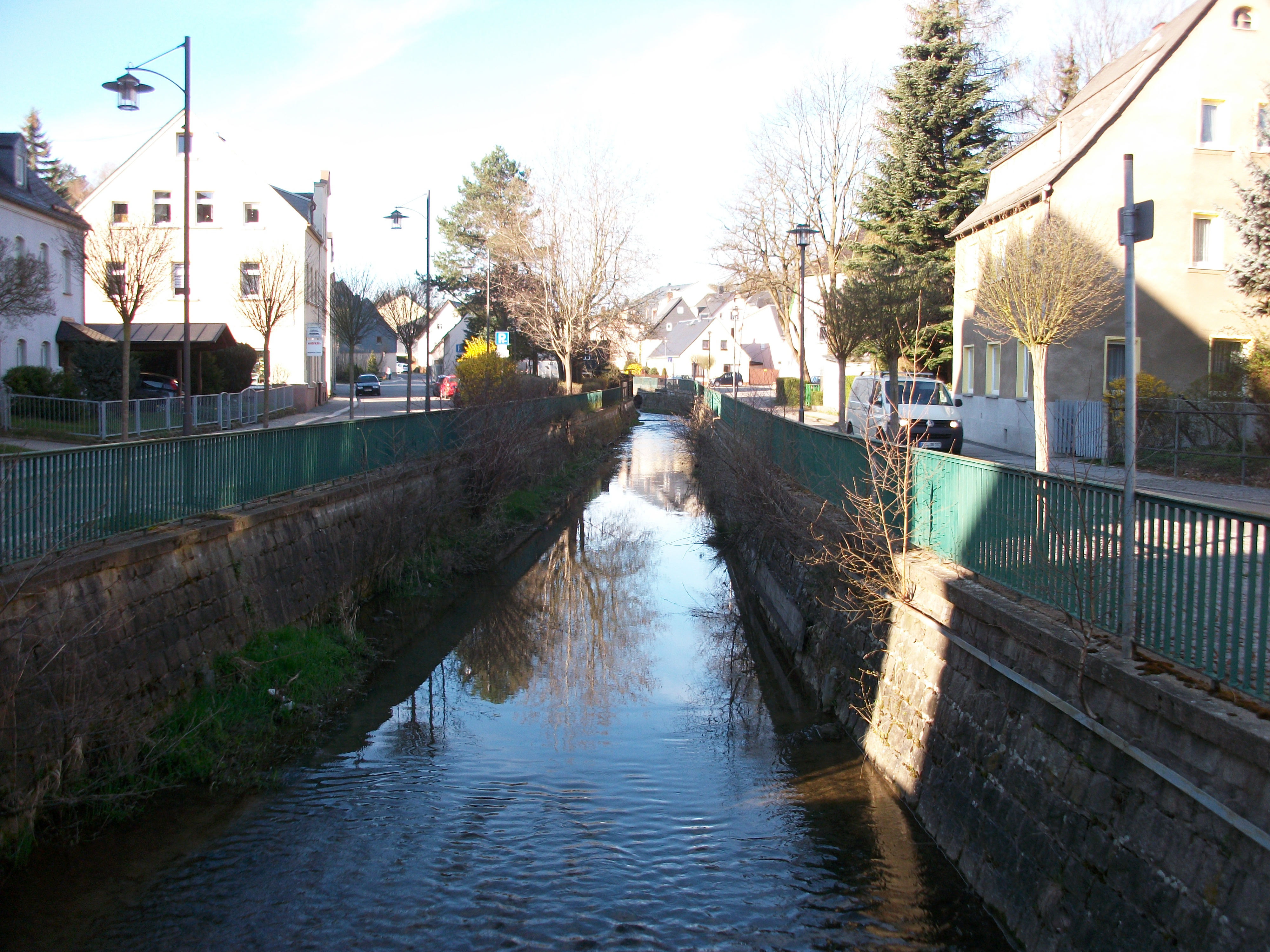
Gablenzbach in Stollberg/Erzgeb.

Der  Bach  entspringt  nordöstlich vom Katzenstein bei Affalter, wo auch der nach Südwesten abfließende Lößnitzbach sowie der Oberdorfer Bach entspringen. Richtung Nord-Nord-Ost fließend entwässert der Gablenzbach die nordöstliche Flanke und durchfließt die Stollberger Ortsteile Gablenz und Mitteldorf, wo ihm von links der Oberdorfer Bach zufließt. Anschließend nimmt er von rechts den Oberen Querenbach auf, der hier die Gemarkungsgrenze zwischen Mitteldorf und Stollberg bildet. Nachdem er Stollberg durchflossen hat nimmt er den von rechts kommenden, nur etwa 3 km langen Unteren Querenbach auf, der die Talsperre Stollberg aufstaut. Auch dieser Bach bildet die Gemarkungsgrenze zwischen Stollberg und Niederdorf. Nach etwa 11 km mündet die Gablenz in den Steegenwiesen in die Würschnitz, der er mit einem mittleren Abfluss von 0,38 m³/s und einem Einzugsgebiet von etwa 33 km² nahezu ebenbürtig ist.